# Alessandro Verona
Alessandro Verona est un joueur international italien de rink hockey né en 1995. Il évolue, en 2015, au sein du HC Forte dei Marmi.

## Palmarès
En 2015, il participe au championnat du monde de rink hockey en France.